# Романюк Кирило Сергійович
Кирило Сергійович Романюк (нар. 21 березня 2001, Дніпропетровськ, Україна) — український футболіст, захисник «Маріуполя».

## Клубна кар'єра
Вихованець дніпропетровського «Дніпра», у футболці якого з 2014 по 2017 рік виступав у ДЮФЛУ. Також перебував у заявці «Дніпра» на матчі Другої ліги, але на футбольне поле не виходив. У 2017 році перейшов до академії «Шахтаря», дк виступав до кінця року. Наступного року виступав за юнацьку команду «гірників» (U-19). Відіграв за «Шахтар» (U-19) півтора сезони. У сезоні 2018/19 років грав у Юнацькій лізі УЄФА. Дебютував у вище вказаному турнірі 2 жовтня 2018 року в програному (0:2) виїзному поєдинку 2-го туру групового етапу проти «Олімпіка» (Ліон). Кирило вийшов на поле на 85-ій хвилині, замінивши Олексія Кащука. Зіграв у 3-ох матчах групового етапу Юнацької ліги УЄФА.
Напередодні старту сезону 2019/20 років став гравцем «Маріуполя». Виступав за юнацьку та молодіжну команду «приазовців». За першу команду «Маріуполя» дебютував 1 грудня 2019 року в нічийному (1:1) домашньому поєдинку 16-го туру Прем'єр-ліги проти донецького «Шахтаря». Кирило вийшов на поле на 90+2-ій хвилині, замінивши Андрія Вискрибенцева.

## Кар'єра в збірній
Викликався до юнацьких збірних України U-15, U-16 та U-18.

## Особисте життя
Брат-близнюк, Богдан, також професіональний футболіст.

## Досягнення
«Шахтар» (Донецьк)
- Чемпіонат України (U-19)
  -  Срібний призер (1): 2018/19